# Stračov
Stračov (en allemand : Straczow) est une commune du district de Hradec Králové, dans la région de Hradec Králové, en Tchéquie. Sa population s'élevait à 306 habitants en 2022.

## Géographie
Stračov se trouve à 8 km au nord de Nechanice, à 17 km au nord-ouest de Hradec Králové et à 90 km à l'est-nord-est de Prague.
La commune est limitée par Milovice u Hořic, Třebnouševes et Rašín au nord, par Sovětice et Mžany à l'est, par Nechanice au sud, et par Pšánky et Bříšťany à l'ouest.

## Histoire
La première mention écrite de la localité date de 1358.

## Administration
La commune se compose de deux sections :
- Stračov
- Klenice

## Galerie

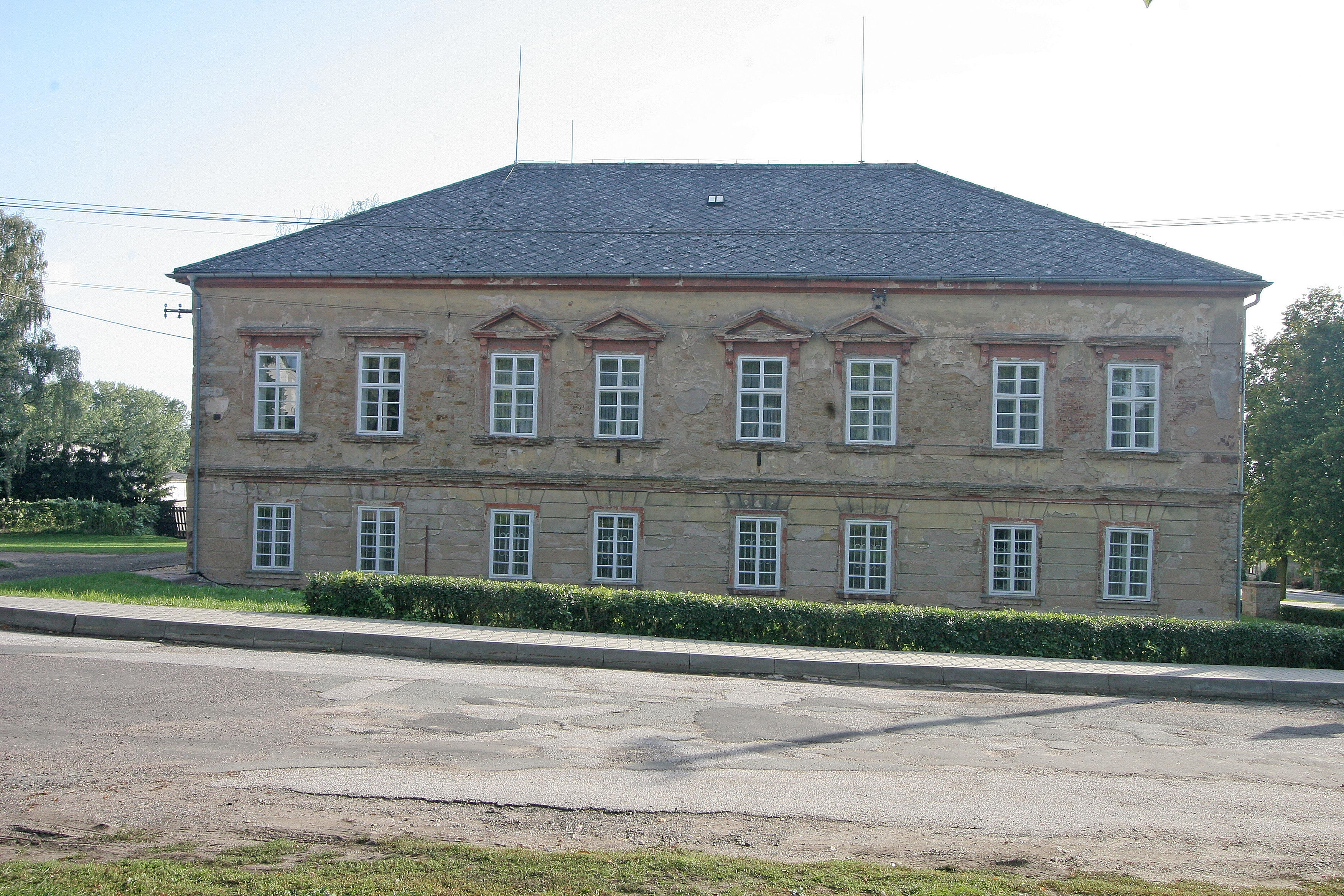
Château de Stračov.
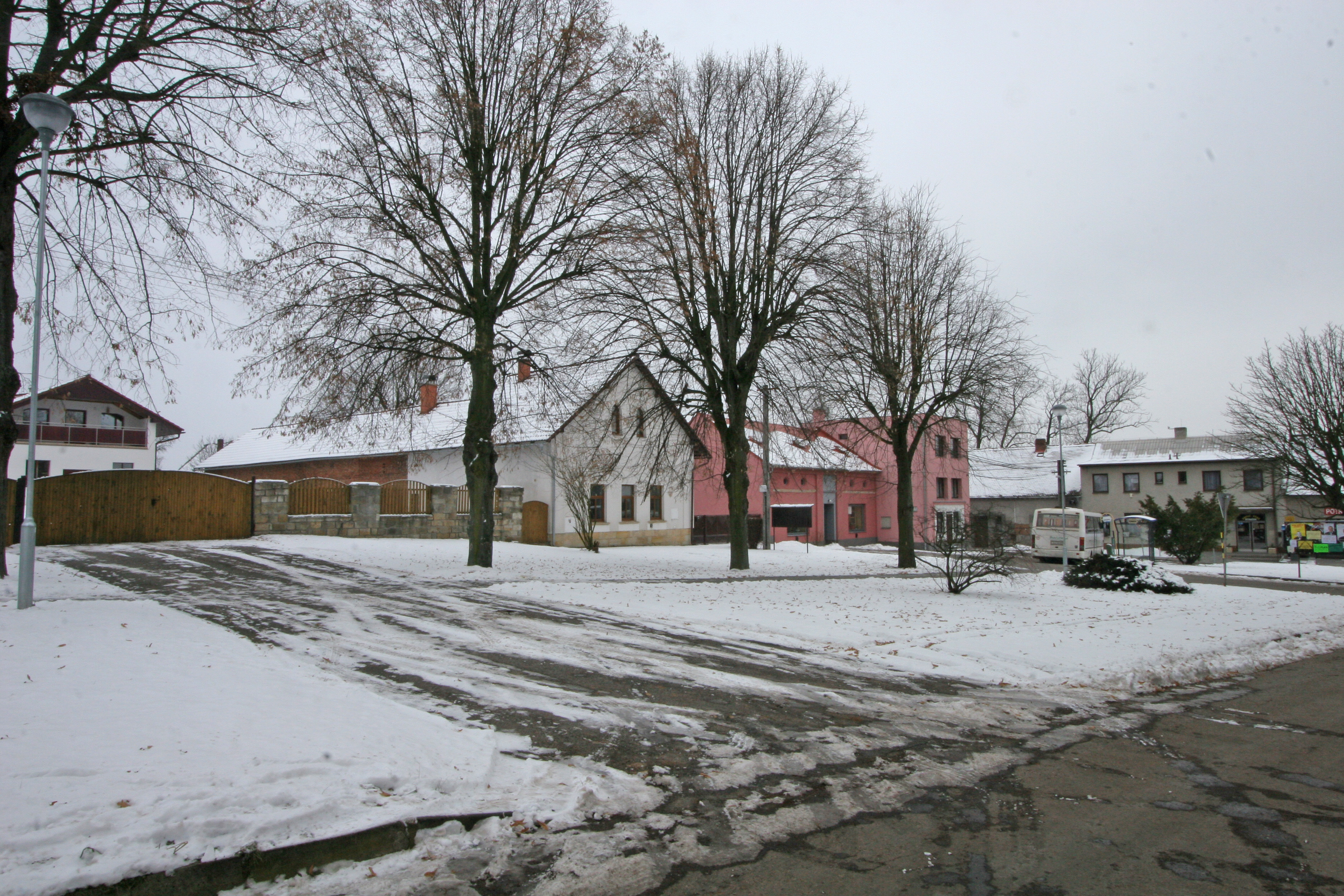
Stračov : centre du village.

## Transports
Par la route, Stračov se trouve à 8 km de Hořice, à 20 km de Hradec Králové et à 117 km de Prague. 